# Hypers Kids África
O Hypers Kids Africa é organização não governamental ugandesa, de acolhimento de crianças órfãs em situação de vulnerabilidade, com sede na cidade africana de Campala (Uganda).
A organização ficou popularmente conhecida nas redes sociais (fenômeno da internet) através de um grupo infantil de dançarinos e acrobatas acolhidos, que realizam filmagens pedindo doações. O grupo infantil surgiu com o objetivo da organização usar a dança para ocupar as crianças e afasta-lás da violência.